# ハル・サフリエニの地下墳墓
ハル・サフリエニの地下墳墓は、マルタ島のパオラ（Paola）で発見された、紀元前2500年頃に遡る地下構造物である。本来は宗教上の聖域として作られたと考えられているが、先史時代の内に共同地下納骨堂に転用された。これは世界で唯一の先史時代の地下墳墓である。

## 歴史
この遺跡は1902年に偶然発見された。新しい住宅開発のために貯水槽を切削していた労働者が、遺跡の屋根を突き抜いてしまったのである。労働者たちは当初神殿を隠そうとしたが、結局は公表された。構造物の研究は、当初、the Museums Committeeを代表して発掘を主導していたイエズス会士、マヌエル・マグリ（Manuel Magri）に委ねられた。マグリはその報告書が公刊されるのを見ることなく、1907年に亡くなった。マグリの急死を受けて、発掘はテミ・ザミット卿（Sir Temi Zammit）のもとで再開された。
1980年にはユネスコの世界遺産リストに登録され、その記念としてマルタの切手のデザインには、この地下墳墓が採用されたものがある。
1992年から1996年の間は、修復工事のため、観光客の立ち入りが禁止された。再公開後は入場者数が制限されている。2007年時点では、1日の入場者数は最大で70人（完全予約制）である。

## 構造物

### 第1階層
第1階層はマルタのXemxijaで発見された墓に似ている。幾つかの部屋は、自然の洞窟をもとにして人工的に拡張されたものである。出土品からは、これが最古の階層であると言いうる。当時の建設者たちがこの階層ではもはや充分でないと判断した時に、第2階層が開かれた。第一階層は地上からわずか10 m 下に位置している。

### 第2階層

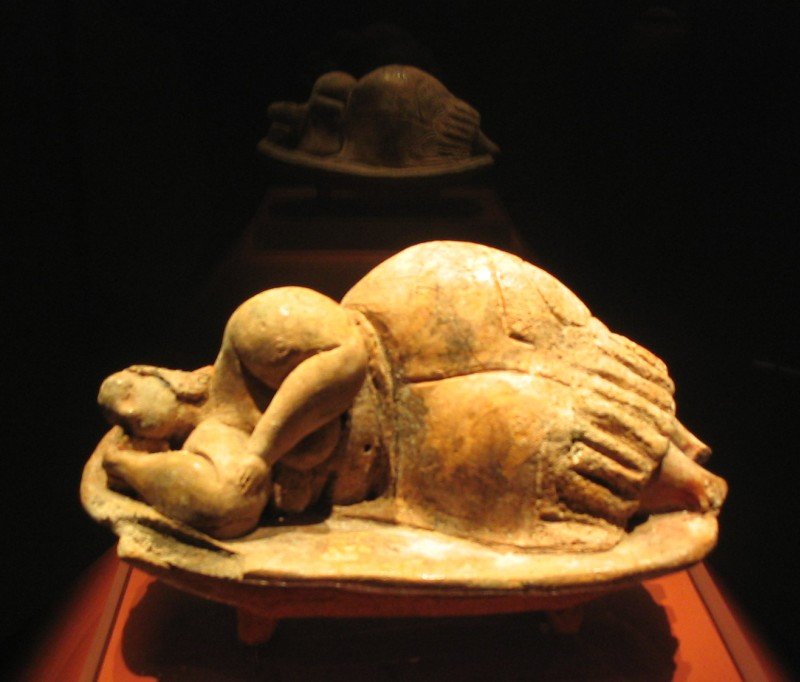
「眠れる貴婦人」像

この階層は石造建築の白眉といえる技術を見せてくれる。中央の部屋、至聖所、神託の部屋など、いくつかの重要な部屋を見る事ができる。
中央の部屋
この部屋は岩を刳りぬいて作られたほぼ円形の部屋である。多くの入り口が掘られているが、別の部屋に繋がっているものもあれば、形が彫られているだけで開かないものもある。壁面の多くには、オーカーで薄い赤色がつけられている。
「眠れる貴婦人」像が発見されたのもこの部屋からである。副葬品だったと推測されているこれらの小像は、バレッタの考古学博物館に保管されている。
神託の部屋（the Oracle's Room）
神託の部屋はほぼ直角形で、中央の部屋につながる部屋の中では最小の部類に属する。この部屋には力強い反響を生み出すという風変わりな特色があった。男性の野太い声は反響するが、女性の細い声は反響しないのである。
この部屋には赤いオーカーで描かれた螺旋模様と斑点からなる精緻な天井画が存在している。
装飾された部屋（The Decorated Room）
神託の部屋を出て、右側に別の広々とした円形の部屋がある。その部屋の傾斜がついた壁の滑らかな壁面は、螺旋等を描いた幾何学的模様で埋め尽くされている。 
ヘビ穴（The Snake Pit）
第2階層には、2 m の深さの穴がある。ヘビを飼っていたか、施しを集めていたかのいずれかの目的に使われていたと考えられている。
至聖所（Holy of Holies）
この部屋の中心は、トリリトン（trilithon）の中にある銃眼のような穴（porthole）だが、そのトリリトン自体がより大きなトリリトンの中にあるのである。

### 第3階層
最下層からは骨は見つかっておらず、水しか出てこない。そのことは、この階層が穀類か何かの貯蔵庫だったことを強くうかがわせる。

## 世界遺産

### 登録基準
この世界遺産は世界遺産登録基準のうち、以下の条件を満たし、登録された（以下の基準は世界遺産センター公表の登録基準からの翻訳、引用である）。
- (3) 現存するまたは消滅した文化的伝統または文明の、唯一のまたは少なくとも稀な証拠。

## 観光
ハル・サフリエニの地下墳墓は、マルタの代表的な観光名所である。しかし、その年代的古さから、マルタの史跡を管理する行政当局は、1日あたりの観光客数を70人に制限している。このため、当局は、見学する時にはかなり前に予約申請をするよう求めている。